# Helen Lowe
Helen Lowe (1961) es una escritora, poeta, novelista, y autora de ciencia ficción neozelandesa. 
Su primera novela, Thornspell, se publicó en 2008. Y luego los dos libros The Wall of Night Quartet y, The Heir of Night; y, posteriormente The Gathering of the Lost. Lowe ha sido triple ganadora del Premio Sir Julius Vogel, y ganó el Premio David Gemmell Morningstar para Mejores Iniciados a la Fantasía, en 2012.

## Biografía
Helen nació en Wellington (Nueva Zelanda) en 1961. Asistió a escuelas en Nueva Zelanda y en Singapur. Tiene un Bachelor de Artes en lengua inglesa y en geografía por la Universidad de Waikato. Helen continuó su educación en la Universidad de Estocolmo y en 1984 obtuvo un Diploma de Posgrado en Ciencia Social.

## Premios

### Nominaciones actuales
- 2013 The Gathering of the Lost, listado para el Premio David Gemmell Legend

### Autora
| # | Título                    | Año  | Tipo            | Nota                                |
| - | ------------------------- | ---- | --------------- | ----------------------------------- |
| 1 | Thornspell                | 2009 | Cuento, jóvenes |                                     |
| 2 | El Heredero de Noche      | 2010 | Novela          | La Pared de Noche, Libro 1          |
| 3 | The Gathering of the Lost | 2012 | Novela          | La Pared de Noche, Libro 2          |
| 4 | Hija de Sangre            | 2016 | Novela          | La Pared de Noche, Libro 3          |
| 5 | Taormina & other Poems    | 2016 | Poesía, 218 p.  | ISBN 1374281247, ISBN 9781374281240 |